# 西浮图砖塔
西浮图砖塔，位于山西省临汾市翼城县中卫乡浮图村南田间。
西浮图砖塔为清代实心砖塔，圆形，高3米，直径1.4米。塔座石砌方形，高1.2米。
1987年8月20日，西浮图砖塔公布为翼城县文物保护单位。